# Karen Marie Elisabeth Dinesen
Karen Marie Elisabeth Dinesen (20. maj 1873 i Høve Sogn ved Sorø – 9. oktober 1973 i Rom, Italien) var en dansk forfatterinde og hotelejer.
Marie Dinesen havde oprindeligt tænkt sig at flytte til USA, men for at tjene nogle penge til rejsen og lære engelsk tog hun først til England, hvor hun arbejdede som husbestyrerinde hos dronning Victorias huslæge og hans familie. Herefter rejste hun til Italien, men før hun nåede at komme videre havde hun mødt en italiensk mand og blevet gift. Hun blev dog hurtigt klar over at manden ikke ville kunne forsørge hende, så hun begyndte at ernærer sig først som plejemor og fra omkring århundredeskiftet som først pensionats- og senere hotelværtinde.
Marie Dinesen var datter af gårdejer Rasmus Dinesen (1839-1907) og Karen Nielsen (1846-1942). Hun var gift med Nicole Lucide (død 1917). Sammen fik de børnene Karen, Rasmus, Rafaello, Renzo, Lisa og Pia. Hun modtog Fortjenstmedaljen i guld og blev 1964 ridder af Dannebrogordenen.